# Parallelogrammoide di Levi-Civita

parallelogramoide di Levi-Civita

Nel campo matematico della geometria differenziale, il parallelogramoide di Levi-Civita è un quadrilatero geodetico in uno spazio curvo la cui costruzione generalizza quella di un parallelogramma nel piano euclideo. Prende il nome dal suo scopritore, Tullio Levi-Civita. Come in un parallelogramma della ordinaria geometria euclidea, due lati opposti AA′ e BB′ di un parallelogramoide sono paralleli (tramite trasporto parallelo lungo il lato AB) e della stessa lunghezza l'uno dell'altro, ma il quarto lato A′B′ non sarà in generale parallelo o della stessa lunghezza del lato AB, anche se sarà rettilineo (una geodetica).